# Wendy Cruz
Wendy Ramón Cruz Martínez (nascido em 7 de março de 1976) é um ciclista de estrada profissional dominicano.
Apelidado de Ele Ciclon, Cruz foi o vencedor e recebeu a medalha de ouro na prova de estrada individual nos Jogos Pan-Americanos de 2007 no Rio de Janeiro.

## Dopagem
Cruz recebeu suspensão por dois anos após testar positivo para EPO em 21 de fevereiro de 2012.